# Навез, Франсуа-Жозеф
Франсуа-Жозеф Навез (фр. François-Joseph Navez; 16 ноября 1787[…], Шарлеруа, Эно — 11 октября 1869[…] или 11 октября 1869, Брюссель) — бельгийский художник и педагог.

## Биография
Ф.-Ж. Навез в своём творчестве придерживался неоклассического направления живописи. Учился сперва у Пьера Франсуа (фр.) в Брюсселе, а затем в Париже у Жака-Луи Давида. В 1810 году, совместно с другими бельгийскими художниками, основывает Общество любителей художественной живописи. В 1817—1822 годах совершает путешествие по Италии, в этот период своего творчества находится под влиянием живописи Энгра.
В 1835—1862 годы — директор Королевской Академии изящных искусств в Брюсселе. Был учителем таких художников, как Жан-Франсуа Портальс, Фанни Гефс, Альфред Стевенс и Шарль де Гру. Навез получил признание как великолепный портретист, писал также картины на мифологические и исторические темы.

## Галерея

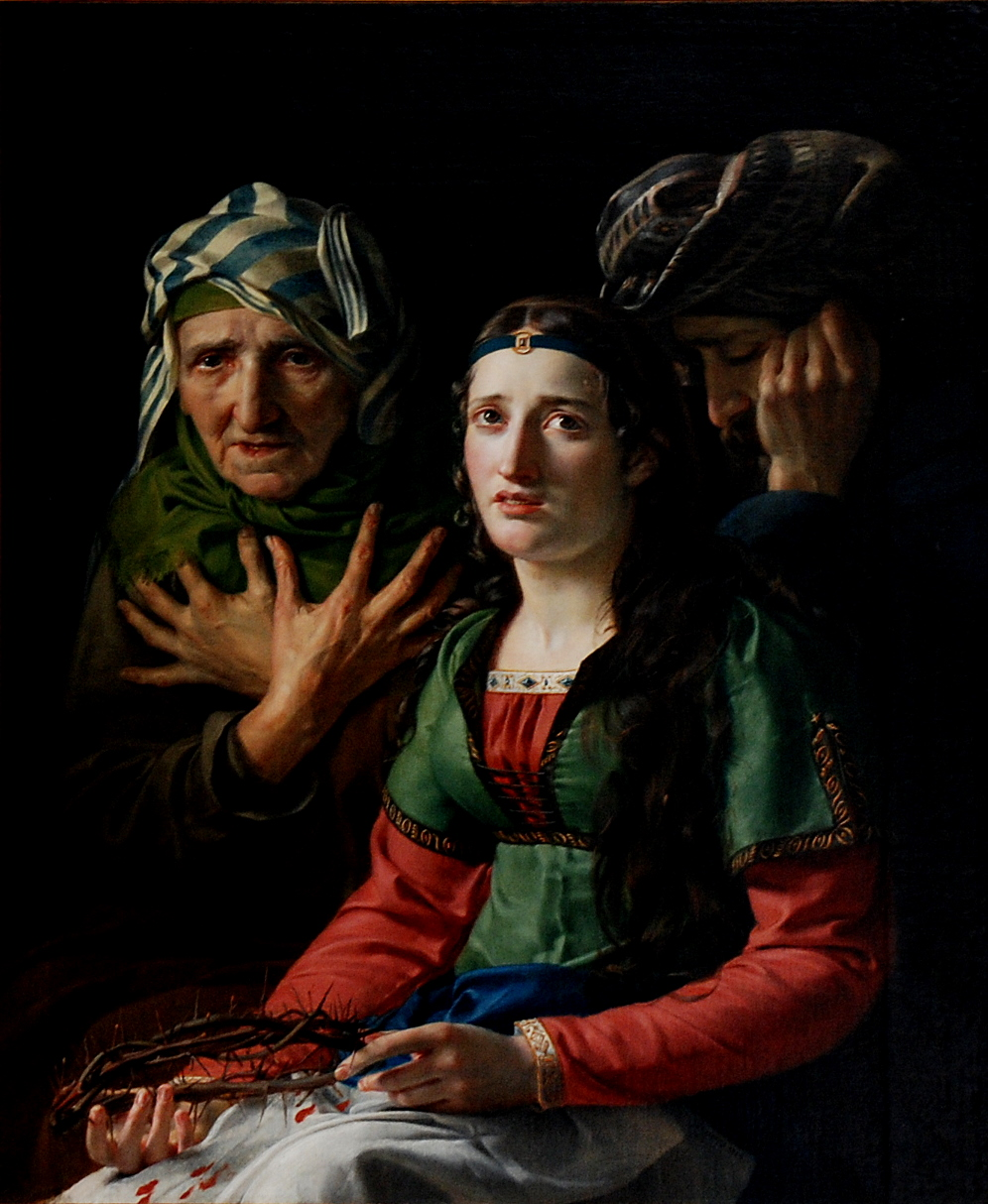
Святая Вероника
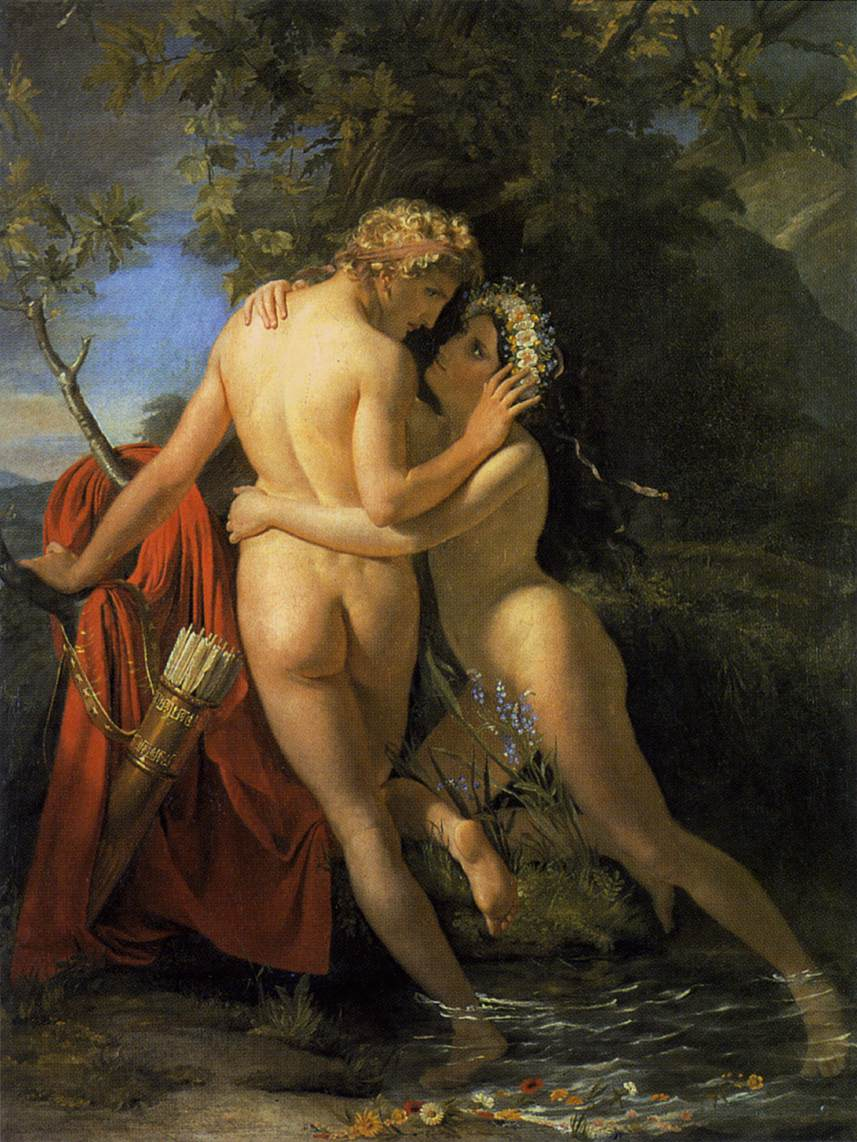
Салмакида и Гермафродит
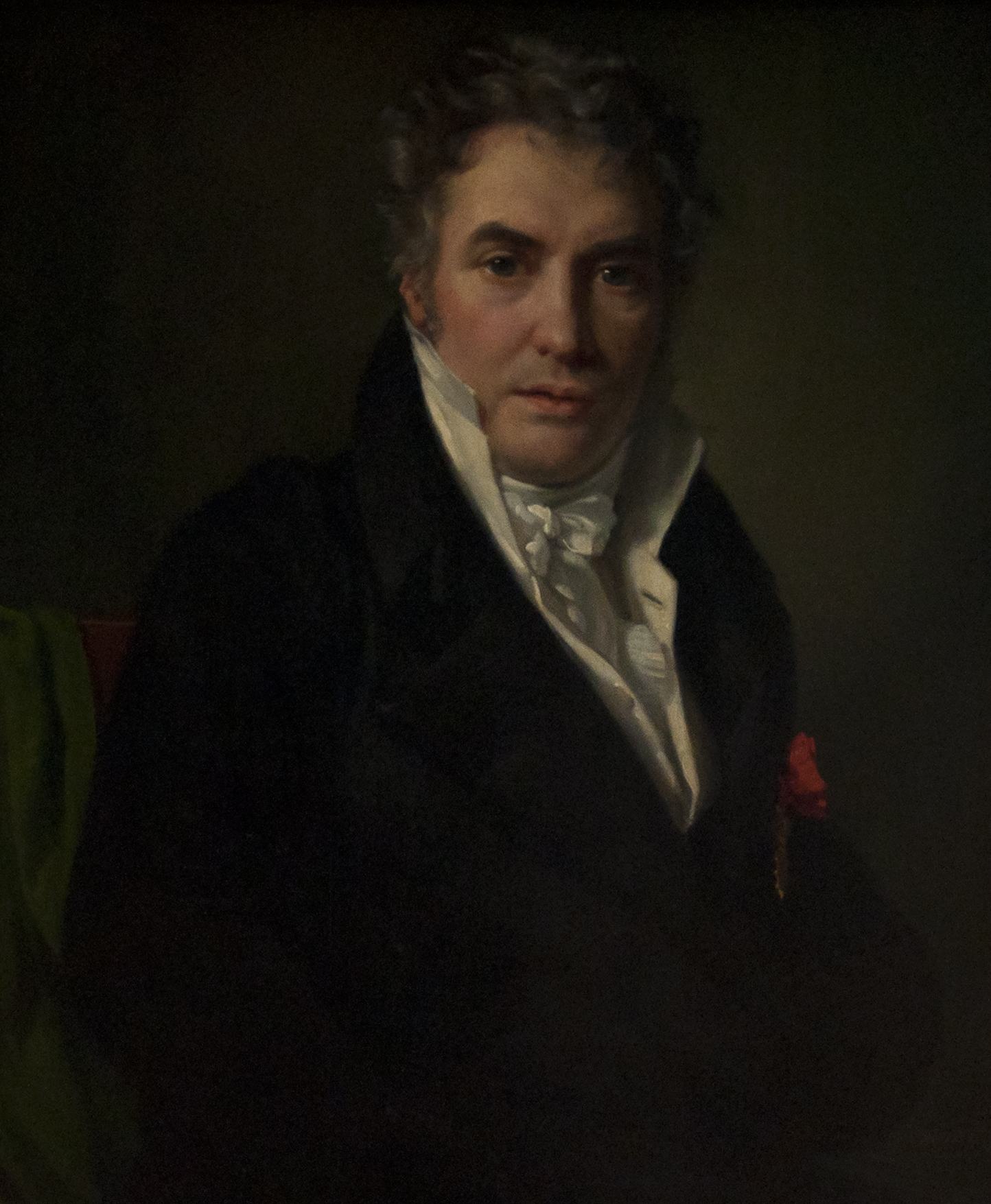
Портрет Жака-Луи Давида, 1817
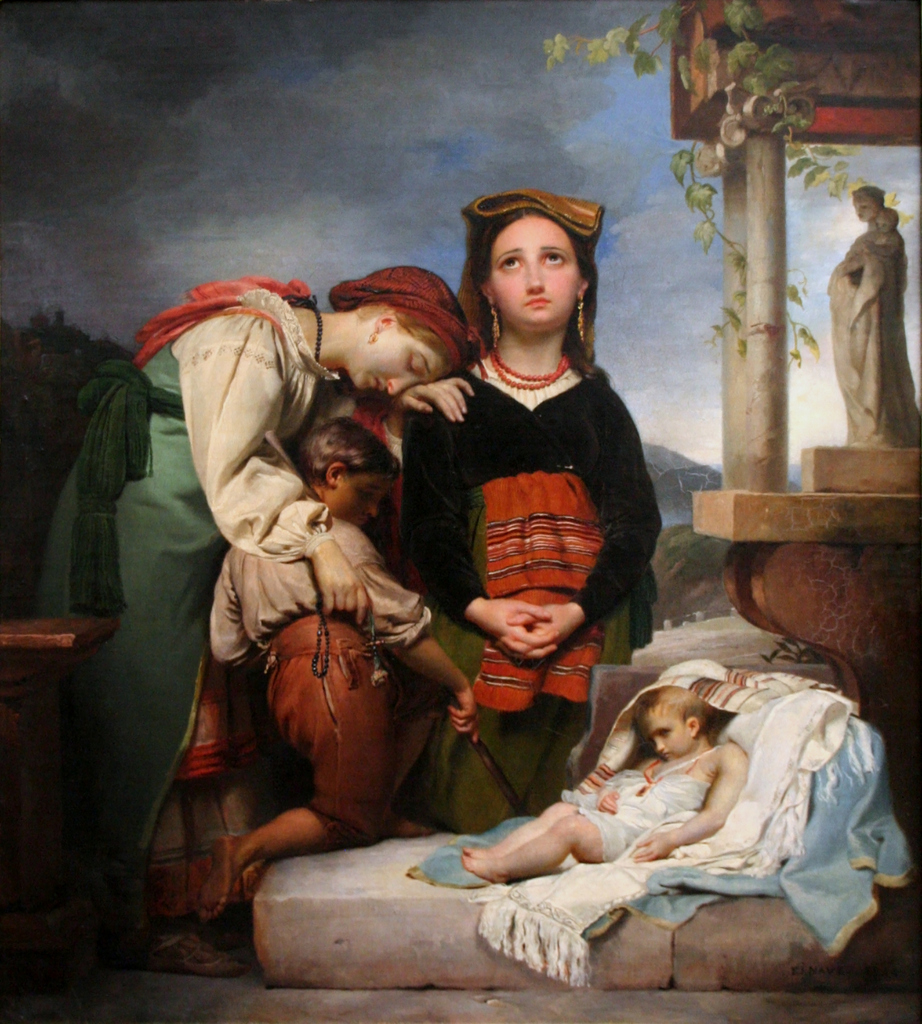
Больной ребёнок